# Crémet d'Anjou
 (janvier 2014).
Si vous disposez d'ouvrages ou d'articles de référence ou si vous connaissez des sites web de qualité traitant du thème abordé ici, merci de compléter l'article en donnant les références utiles à sa vérifiabilité et en les liant à la section « Notes et références ».
Pour les articles homonymes, voir Cremet.

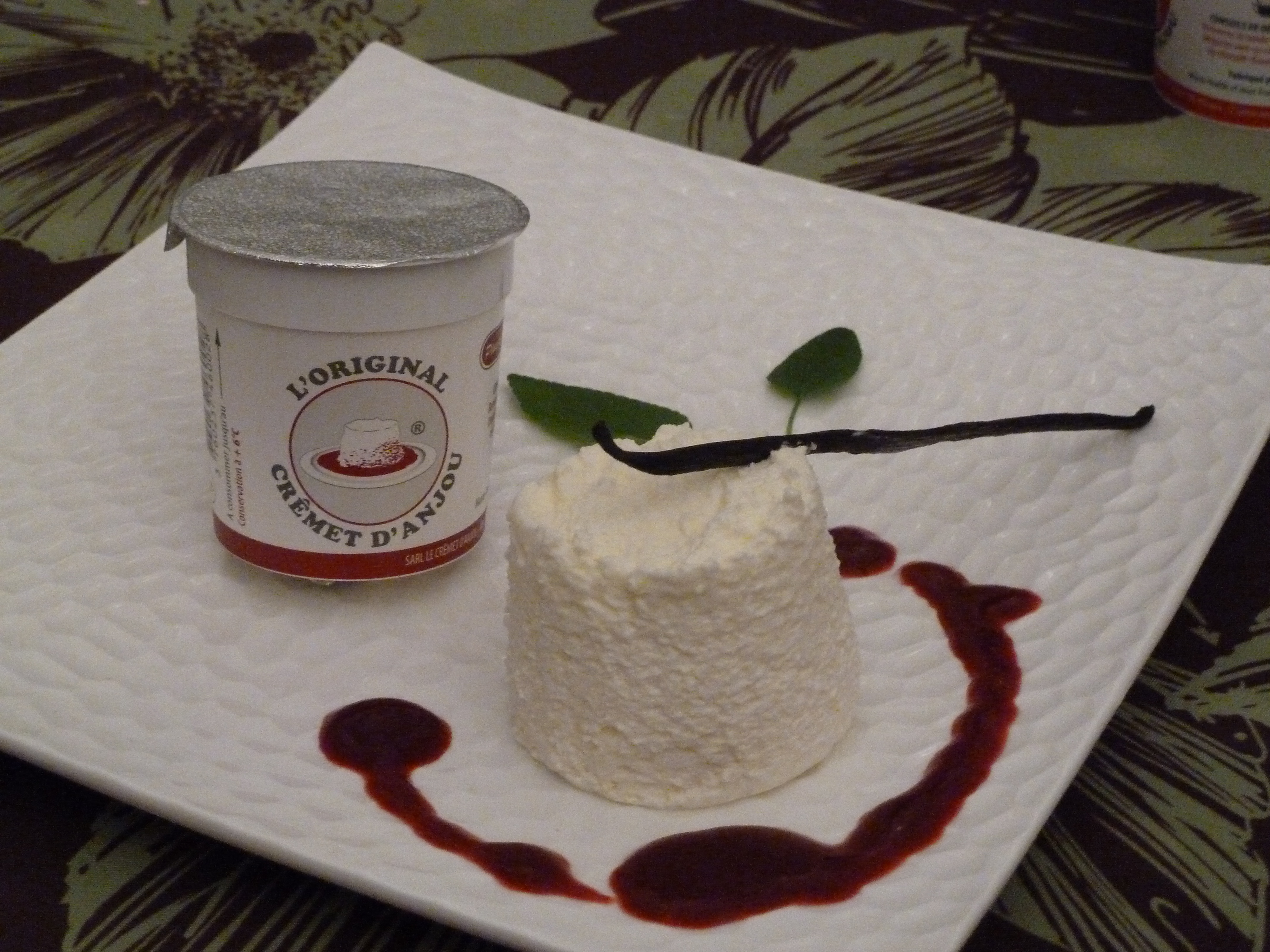

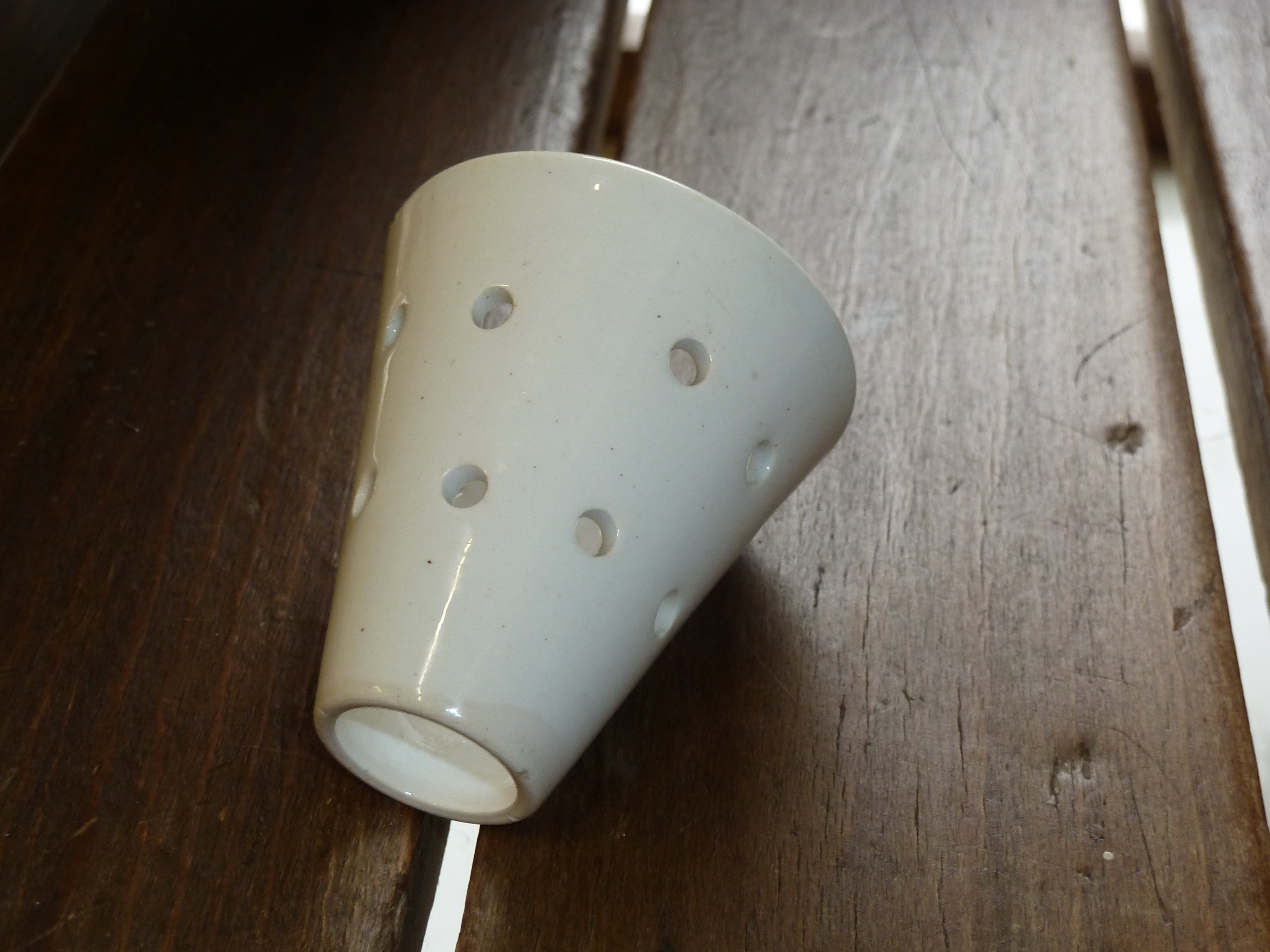
Moule à crémet d'Anjou

Le crémet d'Anjou est une spécialité crémière de la région d'Angers. Il se compose d'un mélange de crème fouettée, de blancs d'œufs battus en neige auxquels sont ajoutés des condiments.

## Ingrédients
Les ingrédients de base sont toujours les mêmes, de la crème fraîche (à fouetter),  des blancs d'œufs battus séparément en neige  le tout selon un dosage traditionnel.
Les ingrédients additionnels peuvent être très divers (ajout de sucre vanillé, pincée de sel, feuilles de menthe, jus de citron, etc.).
Le crémet est réparti dans des moules à crémet d'Anjou (usuellement en forme de cœur et percés au fond) et recouvert d'une étamine.
Ce dessert peut se décliner en une infinité de variantes : 
- Crémet d'Anjou aux fraises ou coulis de fraises ou encore aux fraises caramélisées,
- Crémet d'Anjou aux fraises et coulis de melon et filet de caramel,
- Crémet d'Anjou aux meringuettes,
- Crémet d'Anjou à l'ananas et coulis d'orange,
- Crémet d'Anjou aux pêches de vigne,
- Crémet d'Anjou aux mirabelles,
- Crémet d'Anjou aux fruits rouges et coulis,
- Crémet d'Anjou au coulis de pomme et filet de caramel,
- Crémet d'Anjou aux framboises.

## Hommage
En 1921, le « prince des gastronomes » (Curnonsky) rendit hommage aux crémets d'Anjou dans le guide gastronomique de l'Anjou : « Le crémet angevin est un régal des dieux. On trouve le crémet d'Anjou à Saumur et à Angers. Aucune crème chantilly n'égale ce petit mulon mousseux parfumé, onctueux et léger ».

## Variantes du crémet d'Anjou

### Le crémet d'Angers
Le crémet d'Angers diffère du crémet d'Anjou par l'ajout de fromage blanc fermier fouetté. On peut y ajouter un demi citron et quelques feuilles de menthe, ou bien en faire un crémet aux fines herbes.

### Le crémet des Alpes
Le crémet des Alpes s'apparente au crémet d'Anjou avec l'ajout de la liqueur de génépi sur la crème fouettée.

#### Crémet Nantais
Le crémet nantais est proche du crémet d'Anjou et s'en rapproche par sa composition. On peut y ajouter un demi citron et quelques feuilles de menthe, ou bien en faire un crémet aux fines herbes.